# مينير (أنغلزي)
مينير (بالإنجليزية: Meinir, Llannerch-y-medd)‏ هي منطقة سكنية تقع في ويلز في أنغلزي.